# Mario De Clercq
Mario De Clercq, född den 5 mars 1966 i Oudenaarde, är en belgisk tidigare tävlingscyklist som framförallt hade framgångar i cykelcross, i vilket han blev trefaldig världsmästare (1998, 1999, 2002), trefaldig VM-silvermedaljör (2000, 2003, 2004) och han vann därtill ett VM-brons (2001 – och blev således VM-medaljör sju gånger i rad), samt blev belgisk mästare två gånger (2001, 2002). Därtill vann han världscupens slutställning 1998/1999.
Innan De Clerck satsade på cykelcross körde han landsvägslopp och bland meriterna i denna disciplin märks en seger och en andraplats i Tour de Vendée (1995 respektive 1994), samt tredjeplatser i Rund um Köln (1991), Brabantse Pijl (1992) och Nokere Koerse (1993) – en fjärdeplats i Omloop Het Volk (1993) kan också nämnas. Han startade även tre gånger i Tour de France och en gång i Giro d'Italia, men bröt alla fyra gångerna, och i Monumenten ställde han upp vid elva tillfällen från 1992 till 1996 (fem gånger i Flandern runt, fyra gånger i Paris–Roubaix och två gånger i Milano–Sanremo), men utan nämnvärda framgångar (14:e plats i Paris–Roubaix 1994 som bäst).
Efter karriären har De Clerck fortsatt inom cykelsporten som sportdirektör för Team Sunweb (och detta stalls olika benämningar beroende på vilka sponsorerna varit) sedan 2009.

## Meriter

### Landsväg
| 1989 2:a i Seraing–Aachen–Seraing 9:a totalt i Circuit Franco-Belge 10:a i Kattekoers 1990 Vinnare av etapp 4 i Fredsloppet 5:a i Circuit du Hainaut 7:a totalt i Circuit Franco-Belge 7:a i Flèche Ardennaise 1991 Vinnare av etapp 1 i Vuelta a los Valles Mineros 3:a i Rund um Köln 6:a i Paris–Camembert 1992 3:a i Brabantse Pijl 4:a i GP Gippingen 8:a totalt i Dunkerques fyradagars 8:a i E3 Harelbeke 1993 3:a i Grand Prix de Wallonie 3:a i Nokere Koerse 3:a i GP Wieler Revue 4:a i Omloop Het Volk 5:a i Kampioenschap van Vlaanderen 6:a i A Travers le Morbihan 7:a i GP Ouest France 8:a totalt i Tour de l'Oise 9:a i Tour de Vendée | 1994 2:a i Tour de Vendée 7:a i Kuurne–Bryssel–Kuurne 8:a i Omloop Het Volk 1995 Vinnare av Tour de Vendée 3:a i Zomergem–Adinkerke 7:a totalt i Driedaagse van De Panne-Koksijde 7:a i Circuit des Frontières 1996 9:a i Nokere Koerse 1997 8:a i Omloop van de Vlaamse Scheldeboorden 1998 5:a i Continentale Classic 2002 5:a i linjelopp vid Belgiska mästerskapen 9:a i Omloop der Kempen |

### Cykelcross
| SäsongTävling         | 1993 1994 | 1994 1995 | 1995 1996 | 1996 1997 | 1997 1998 | 1998 1999 | 1999 2000 | 2000 2001 | 2001 2002 | 2002 2003 | 2003 2004 | 2004 2005 |
| --------------------- | --------- | --------- | --------- | --------- | --------- | --------- | --------- | --------- | --------- | --------- | --------- | --------- |
| Världsmästerskapen    | –         | –         | –         | 15        |           |           |           |           |           |           |           | –         |
| Belgiska mästerskapen | 8         | 7         |           |           |           |           |           |           |           | 7         |           | –         |
| UCI World Cup         | –         | –         | –         | 4         | 8         |           |           |           |           |           | –         | X         |
| Superprestige         | –         | 20        | 14        |           |           | 4         | 4         | 7         | 4         |           | 20        | 25        |
| UCI:s världsranking   | 126       | 69        | 33        | 4         | 3         | 1         | 3         | 4         | 1         | 3         | 7         | 29        |

X = Avhölls ej